# Afro-Centric Productions
Afro-Centric Productions er et amerikansk pornofilm-studio beliggende i Boston, Massachusetts og hører blandt de førende i den amerikanske pornobranche.